# Parti communiste malais
Le parti communiste malais, officiellement le Parti communiste de Malaisie, est un parti politique de Malaisie, fondé en 1930 dans le contexte de la colonisation britannique et de la montée internationale du communisme et la création du Parti communiste chinois. De 1941 à 1945, le parti organise une résistance clandestine contre l'envahisseur japonais. Après la fin de la Seconde Guerre mondiale, il lance une insurrection contre le gouvernement malais pro-britannique dès 1948 et entreprend la formation d'une branche militaire, l'Armée de Libération des Peuples de Malaisie. Celle-ci subit un échec et son dirigeant, Ching Peng, est contraint à l'exil en 1960, après une dizaine d'années de guérilla.
Le parti est officiellement dissous en 1989, lorsque la guérilla accepte officiellement de déposer les armes.

## Journaux et manifestes
Le parti est connu pour avoir écrit de nombreux manifestes contre les « impérialistes » à la fois britanniques et japonais :
- 1940 : manifeste appelant à l'expulsion des Britanniques ;
- Février 1943 : Anti-Japanese Program (9 points) ;
- 27 août 1945 : Manifeste en 8 points. Modéré, il exprime l'espoir que les Britanniques envisageraient d'accorder l'autonomie gouvernementale en Malaisie ;
- 7 novembre 1945 : demande d'autonomie gouvernementale. La Malaisie doit être autorisée à contrôler sa propre défense nationale et ses relations étrangères. Autres demandes : liberté d'expression, de publication et de réunion, des augmentations de salaires, et la fin des restrictions sur le commerce, transport et voyage.

Il comprenait plusieurs journaux tels que Charn Yew Pau, MCP Review, Min Pao, Min Sheng Pau et Sin Min Chu, tous rendus illégaux par le gouvernement fédéral.